# Labuan
Labuan (Jawi لابوان, amtlich Wilayah Persekutuan Labuan bzw. Federal Territory of Labuan) ist ein Bundesterritorium des Staates Malaysia. Der Name kommt von dem malaiischen Wort labuhan (Hafen). Das Territorium besteht aus der gleichnamigen Insel Pulau Labuan („Anker- oder Hafeninsel“, alt Victoria Island) und sechs Nebeninseln. Labuan hat 95.120 Einwohner (Stand: 2020). 2010 betrug die Einwohnerzahl 83.920.

## Geographie
|                       | Jan   | Feb   | Mär  | Apr   | Mai   | Jun   | Jul   | Aug   | Sep   | Okt   | Nov   | Dez   |   |         |
| Mittl. Tagesmax. (°C) | 30,0  | 30,3  | 31,6 | 32,1  | 31,9  | 31,6  | 31,2  | 31,4  | 31,2  | 30,8  | 30,8  | 30,4  | ⌀ | 31,1    |
| Mittl. Tagesmin. (°C) | 24,6  | 24,5  | 24,9 | 25,2  | 25,3  | 25,0  | 24,7  | 24,9  | 24,7  | 24,5  | 24,6  | 24,6  | ⌀ | 24,8    |
|                       |       |       |      |       |       |       |       |       |       |       |       |       |   |         |
| Niederschlag (mm)     | 173,9 | 115,1 | 73,3 | 227,5 | 306,7 | 287,1 | 308,0 | 290,0 | 301,3 | 390,9 | 334,0 | 308,5 | Σ | 3.116,3 |
|                       |       |       |      |       |       |       |       |       |       |       |       |       |   |         |
| Regentage (d)         | 9     | 8     | 7    | 12    | 16    | 13    | 14    | 13    | 16    | 18    | 18    | 14    | Σ | 158     |

| 24,6 |

| 24,5 |

| 24,9 |

| 25,2 |

| 25,3 |

| 25,0 |

| 24,7 |

| 24,9 |

| 24,7 |

| 24,5 |

| 24,6 |

| 24,6 |

| 24,6 |

| 24,5 |

| 24,9 |

| 25,2 |

| 25,3 |

| 25,0 |

| 24,7 |

| 24,9 |

| 24,7 |

| 24,5 |

| 24,6 |

| 24,6 |

Das Bundesterritorium Labuan besteht aus der Hauptinsel Labuan und sechs kleineren Inseln. Drei kleine Inseln im Südwesten bilden den Labuan Marine Park.
| Insel                    | Fläche km² | Koordinaten                  | Bemerkung                                      |
| ------------------------ | ---------- | ---------------------------- | ---------------------------------------------- |
| Pulau Labuan             | 87,52      | 5° 19′ 2″ N, 115° 12′ 48″ O  | Hauptinsel                                     |
| Pulau Burung             | 0,03       | 5° 14′ 15″ N, 115° 11′ 28″ O | Südlich der Hauptinsel                         |
| Pulau Daat               | 2,38       | 5° 16′ 22″ N, 115° 19′ 3″ O  | Östlich der Hauptinsel                         |
| Pulau Kuraman            | 1,47       | 5° 13′ 30″ N, 115° 8′ 4″ O   | Südwestlich der Hauptinsel, Labuan Marine Park |
| Pulau Papan              | 0,09       | 5° 15′ 12″ N, 115° 16′ 15″ O | Südöstlich der Hauptinsel                      |
| Pulau Rusukan Kecil      | 0,03       | 5° 12′ 52″ N, 115° 8′ 51″ O  | Südwestlich der Hauptinsel, Labuan Marine Park |
| Pulau Rusukan Besar      | 0,12       | 5° 11′ 14″ N, 115° 8′ 2″ O   | Südwestlich der Hauptinsel, Labuan Marine Park |
| Bundesterritorium Labuan | 91,64      | 5° 19′ 0″ N, 115° 13′ 0″ O   |                                                |

Alle Inseln liegen etwa acht Kilometer vor der Küste Borneos an der nördlichen Seite der zum Südchinesischen Meer offenen Brunei Bay, in unmittelbarer Nachbarschaft zum malaysischen Bundesstaat Sabah und dem Sultanat Brunei.
Labuan ist weitgehend flach oder sanft gewellt; der höchste Punkt der Insel liegt 85 m über dem Meeresspiegel. Mehr als 70 % der Insel sind mit Vegetation bedeckt. Die Hauptstadt ist Bandar Labuan, in ihr leben elf Prozent der Bevölkerung. Unter britischer Verwaltung hieß die Stadt Victoria.

## Klima
Labuan hat ein tropisch mildes Klima mit zwei Monsun-Perioden pro Jahr – dem Südwest-Monsun von April bis Juni und dem Nordost-Monsun von September bis Dezember. Taifune werden in dieser Gegend nicht beobachtet. Die Tagestemperaturen schwanken zwischen 30 und 32 Grad Celsius.

## Geschichte

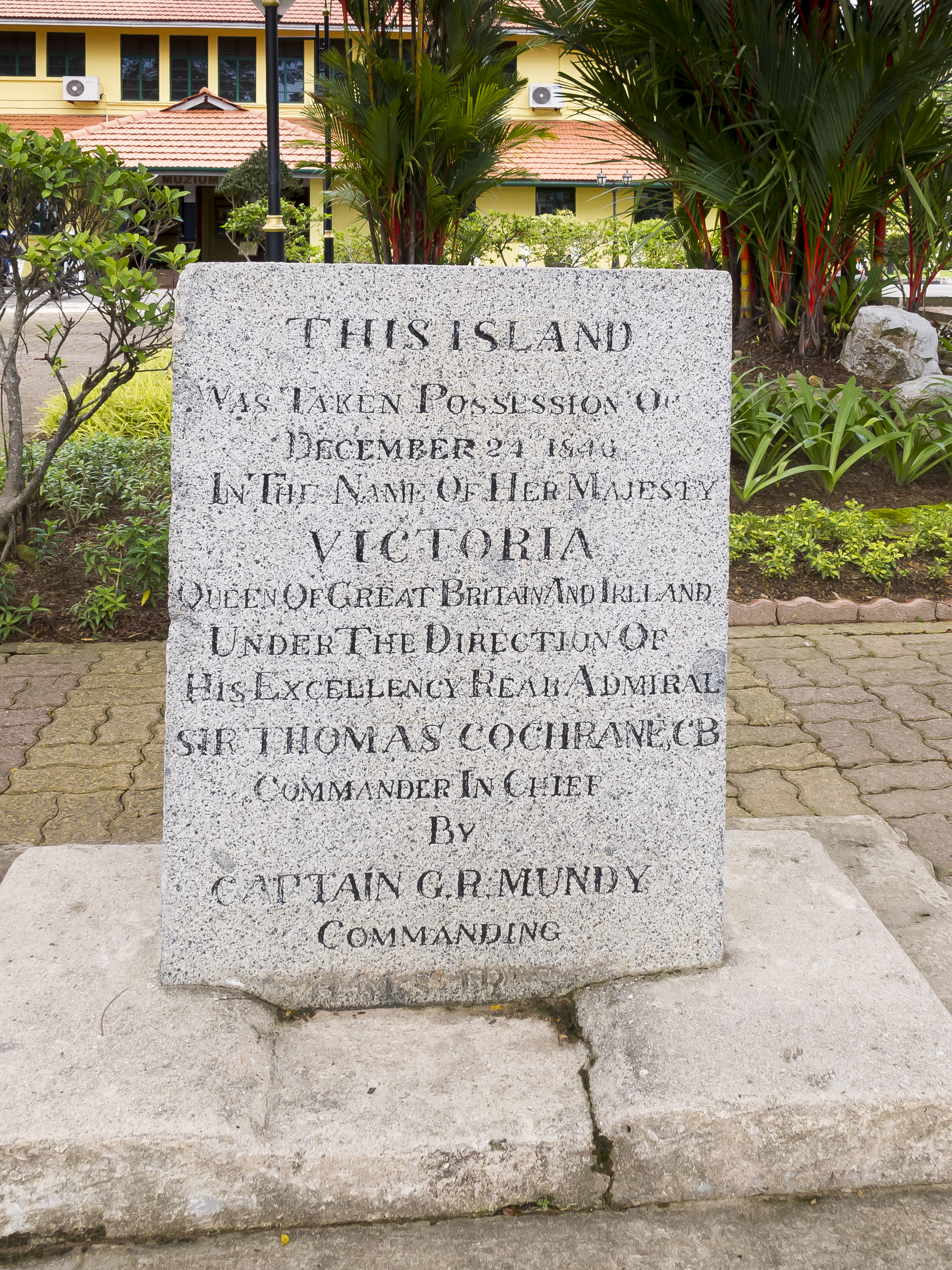
Gedenkstein über die Abtretung Labuans an England am 24. Dezember 1846

Archäologische Ausgrabungen auf den Inseln Burung und Enoe weisen auf eine erste Besiedelung etwa 1300 v. Chr. hin. Bevor Labuan von den Sultanen von Brunei regiert wurde, gehörte es zum Hindureich der Majapahit.

### 19. Jahrhundert
Am 24. Dezember 1846 trat der Sultan von Brunei, Sultan Omar Ali Saiffudin II., auf Betreiben von James Brooke die ehemalige Pirateninsel an die Briten ab. Neben der Absicht, sie als Basis zur Bekämpfung der Seeräuberei zu nutzen, sollte hier ein Freihafen für den Internationalen Handel und eine Bekohlungsstation für britische Schiffe eingerichtet werden. 1848 wurde Labuan Kronkolonie.
Gouverneur wurde der Brite James Brooke, der als Raja von Sarawak Lehnsmann des Sultans von Brunei war. Nach seinem Tod am 11. Juni 1868 war der Gouverneur von Britisch-Nordborneo immer auch Gouverneur von Labuan.
Ein wichtiger Handelsweg im 19. Jahrhundert verlief von Singapur und Labuan ins Sultanat von Sulu, aber auch in das Sultanat von Buayan. Er wurde von Tausūg und chinesischen Händlern kontrolliert, die Waren, insbesondere auch Waffen, wurden nicht zuletzt gegen Sklaven getauscht. Als die Spanier ab 1870 verstärkt gegen die südphilippinischen Sultanate vorgingen, veränderten sich die Handeslstrukturen. Nach dem Abschluss der Eroberung der Sultanate 1886 ging dieser Handel zurück und Labuan verfiel langsam.
1888 wurde Charles Vandeleur Creagh Gouverneur von Nordborneo und damit auch zuständig für Labuan. Bei den öffentlichen Gebäuden in Labuan war mit den Jahren erheblicher Investitionsbedarf aufgelaufen. Die notwendigen Investitionen hätten aber die aus der Kolonie zu erwartenden Einkünfte erheblich überstiegen. Daher wurde im Juli 1889 der North Borneo Chartered Company, die in Sabah mittlerweile eine leidlich funktionierende Administration aufgebaut hatte, angetragen, die Verwaltung Labuans zu übernehmen. Obwohl Labuan immer noch britische Kronkolonie war, wurde sie nun durch ein privates britisches Unternehmen verwaltet. Craigh wurde in die Dienste der Company übernommen und war somit ab 1. Januar 1890 sowohl der von der British Nordborneo Chartered Company ernannte Gouverneur von Nordborneo als auch der der britischen Kolonialregierung unterstellte Gouverneur der Kronkolonie Labuan.
Im Jahr 1903 kam es zwischen der North Borneo Chartered Company und dem britischen Colonial Office wegen einer Indiskretion des Gouverneurs Birch zu langdauernden Verstimmungen. In der Folge dieser Auseinandersetzungen entzog das Colonial Office der Company im Januar 1906 die Verwaltung Labuans.
Am 30. Oktober 1906 wurde Labuan mit der Kronkolonie Straits Settlements vereinigt.

### Zweiter Weltkrieg

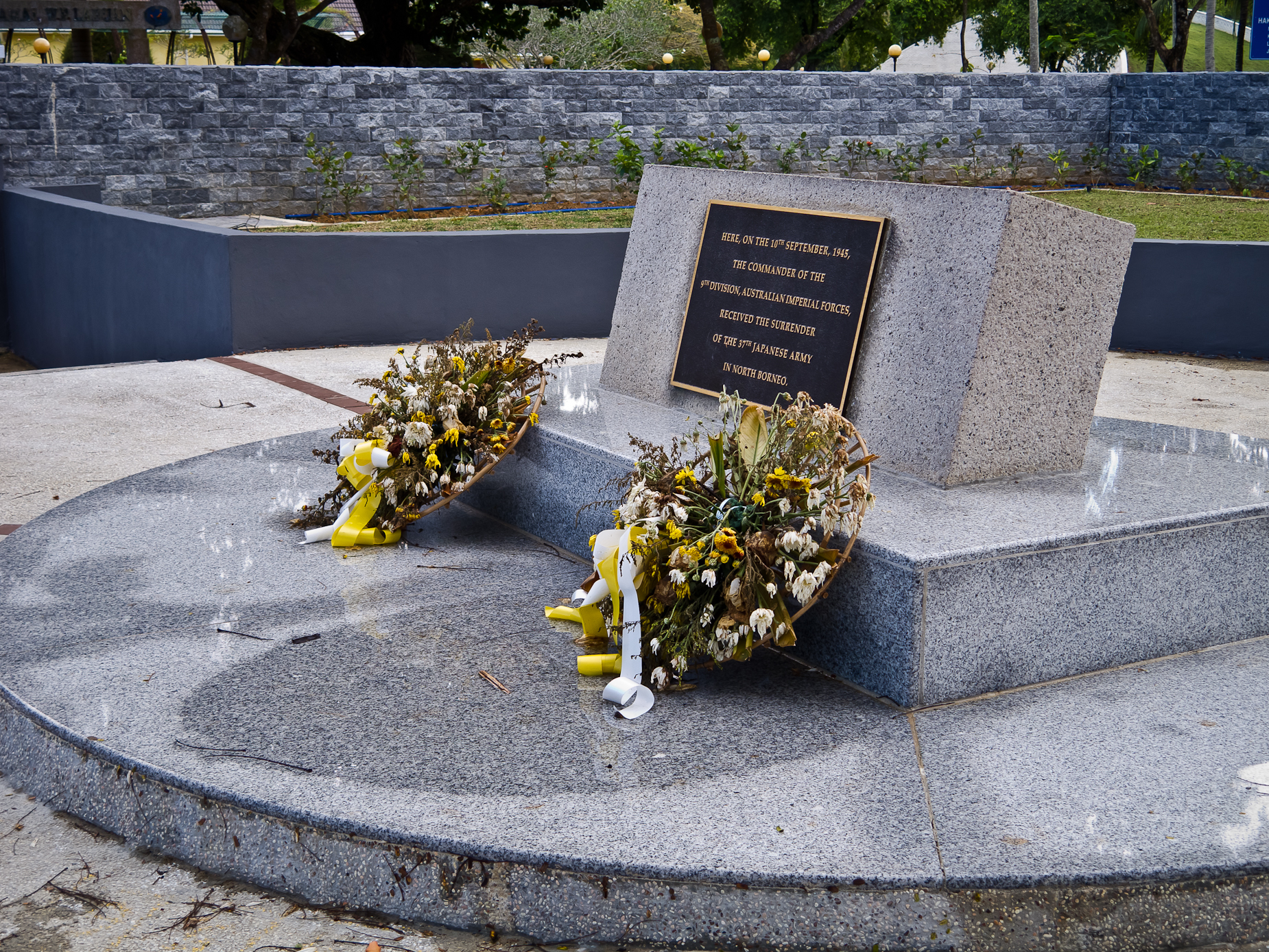
Gedenktafel am Surrender Point

Im Zweiten Weltkrieg war Labuan vom Dezember 1941 bis Juni 1945 von japanischen Truppen besetzt und als Teil des Militärbezirks Nordborneo von der Japanischen 37. Armee verwaltet. Labuan wurde in Maida Island (Pulau Maida, 前田島 [Maeda-shima]) umbenannt, nach Marquis Toshinari Maeda, dem Oberkommandierenden der Japanischen Streitkräfte in Nord-Borneo.
Die Befreiung von Borneo begann am 10. Juni 1945 mit der Landung von 100 Schiffen der alliierten Streitkräfte unter General Douglas MacArthur auf Labuan und Brunei.
Der Angriff der 9. Australischen Division wurde durch massive Bombardierungen aus der Luft und von See unterstützt und endete mit der Kapitulation der Japanischen 37. Armee am 9. September 1945. Ihr Befehlshaber, Generalleutnant Baba Masao, überreichte am folgenden Tag auf der Insel Labuan formell sein Schwert an Generalmajor George Wootten, den kommandierenden Offizier der australischen 9. Division.
Der Ort, an dem die Urkunde über die bedingungslose Kapitulation unterzeichnet wurde, ist heute mit einem Gedenkstein markiert, der folgende Inschrift trägt:

„HERE, ON THE 10th SEPTEMBER, 1945,

THE COMMANDER OF THE

9th DIVISION, AUSTRALIAN IMPERIAL FORCES,

RECEIVED THE SURRENDER

OF THE 37th JAPANESE ARMY

IN NORTH BORNEO.“

Diese Stelle wurde in den beiden folgenden Jahren bis 1947 als Hauptquartier der 9. Australischen Division und als Kommandozentrale der Alliierten Kräfte in Nord-Borneo genutzt. Außerdem war dort ein Internierungslager für japanische Gefangene untergebracht. Als Teil der von den Alliierten durchgeführten Kriegsverbrecherprozesse in Neuguinea wurden in 16 Prozessen 145 angeklagte japanische Kriegsverbrecher bis 31. Januar 1946 abgeurteilt.

### Nachkriegszeit
Bei der Auflösung der Kronkolonie Straits Settlements am 1. April 1946 kam Labuan zur Kronkolonie Singapur und am 15. Juli 1946 dann an die neu errichtete britischen Kronkolonie Britisch-Nordborneo. Bei der Gründung Malaysias am 16. September 1963 gehörte Labuan damit dem Bundesstaat Sabah an.
Bis 1966 war Labuan während der Grenzstreitigkeiten mit Indonesien um den Grenzverlauf auf Borneo das Hauptquartier der Streitkräfte des britischen Commonwealth.

### Abtretung an die malaysische Regierung
In einer höchst umstrittenen Entscheidung trat die BERJAYA-Regierung von Sabah im Jahr 1984 Labuan an die malaysische Bundesregierung ab. Der Vorschlag dazu wurde 1983 von Premierminister Mahathir bin Mohamad bei einem Treffen der Barisan Nasional gemacht. Ohne den Sachverhalt weiter zu beraten oder gar ein Referendum über die Abgabe Labuans einzuholen, erzwang der Ministerpräsident von Sabah, Harris Bin Mohd Salleh die Zustimmung seines Kabinetts.
Während offiziell die Abgabe Labuans als „ein Schritt nationaler Integration“ gewürdigt wurde, sahen viele Einwohner Sabahs darin das Unvermögen der BERJAYA-Administration, den Begehrlichkeiten der malaysischen Bundesregierung standzuhalten. Der Vertrauensverlust zeigte sich bei den Wahlen zum Landesparlament Sabahs am 21. April 1985, bei der die BERJAYA-Regierung erdrutschartig gegen die neugegründete Partei Parti Bersatu Sabah (PBS) verlor.

## Kohleabbau im 19. Jahrhundert

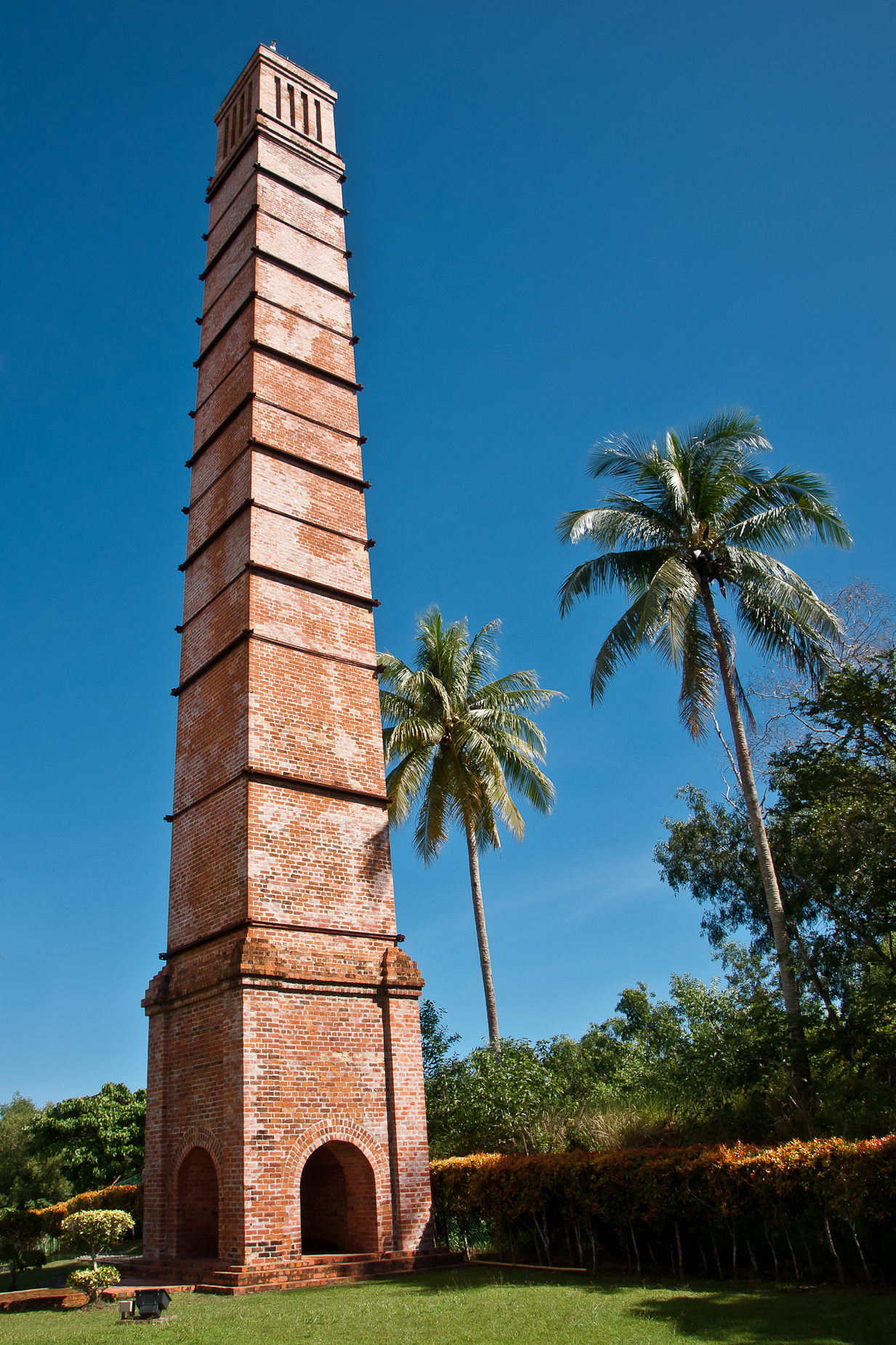
„Der Kamin“

Eines der Ziele, derentwillen die Briten die Abtretung Labuans vorangetrieben hatten, war die Sicherstellung der Versorgung britischer Schiffe mit Kohle. Dass sich auf Labuan Kohlelagerstätten befanden, war bereits vor Brookes Ankunft auf der Insel bekannt. Die britische Admiralität hatte den englischen Abenteurer William Henry Miles mit einer Lizenz zur Lieferung von Kohle an englische Dampfer ausgestattet. Miles förderte die Kohle im offenen Tagebau mit primitiven Mitteln. Die so gewonnene Kohle war von schlechter Qualität und die offenen Kohlegruben liefen öfter mit Wasser voll.
Im Juli 1849 wurde die Kohlemine von der Eastern Archipelago Company übernommen. Der Eigentümer – Henry Wise – war zuvor Vermittlungsvertreter von Raja Brooke in London. Die Gesellschaft war ebenfalls nicht besonders erfolgreich, da die zehn Kilometer von Victoria entfernten Kohlefelder infrastrukturell nicht erschlossen waren und es zudem schwierig war, Arbeitskräfte zu finden. Brooke hatte offensichtlich das Gefühl, dass sein ehemaliger Geschäftspartner in seiner Interessenssphäre wilderte und verklagte daher 1851 bei seiner Rückkehr nach London die Eastern Archipelago Company. Brooke gewann den Prozess und die Company verlor ihre Lizenz. Danach gab es weitere Versuche, aus den Kohlevorkommen Gewinn zu schlagen; 1866–1869 durch die Labuan Coal Company und 1869–1880 durch die Oriental Coal Company. 1872 ging man vom Tagebau zum Untertagebau über.
Die Kohleminen wurden durch eine Eisenbahnverbindung, die auch Passagiere beförderte, an den Hafen von Victoria Town angeschlossen. Diese Kohlenbahn wurde durch den Ingenieur Arthur J. West errichtet, der später die Strecken der North Borneo Railway von Weston nach Beaufort und von Beaufort nach Melalap baute. Etwa um diese Zeit – 1889 – kam Labuan samt der Lizenz für den Kohleabbau unter die Kontrolle der North Borneo Chartered Company.
Der Kohleabbau wurde 1912 eingestellt.
| Liste der Gesellschaften, die die Kohleförderung in Labuan betrieben | Liste der Gesellschaften, die die Kohleförderung in Labuan betrieben |
| -------------------------------------------------------------------- | -------------------------------------------------------------------- |
| Eastern Archipelago Company                                          | 1849–1868                                                            |
| Labuan Coal Company                                                  | 1868–1876                                                            |
| Oriental Coal Company                                                | 1877–1879                                                            |
| W. C. Cowie (British North Borneo Chartered Company)                 | 1880–1882                                                            |
| Kohleabbau eingestellt                                               | 1883–1888                                                            |
| Central Borneo Company                                               | 1889–1898                                                            |
| Labuan & Borneo (Chartered Company) Co. Ltd.                         | 1898–1900                                                            |
| Labuan Coalfields Company Ltd.                                       | 1902–1911                                                            |

## Briefmarken und Postgeschichte

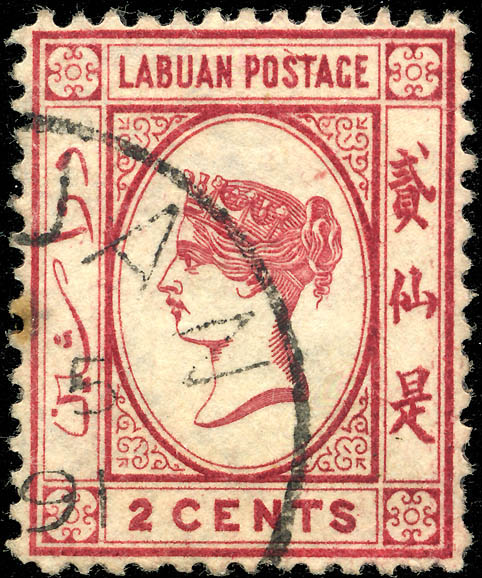
2-Cents-Briefmarke der britischen Kronkolonie Labuan von 1885

Ein erstes Postamt ist in Labuan seit 1864 bekannt. Als Poststempel wurde ein kreisförmiger Datumsstempel benutzt. Einige Briefe aus Labuan waren mit Briefmarken aus Indien und Hongkong frankiert, aber wahrscheinlich wurden sie von Reisenden mitgebracht und nicht in Labuan verkauft. Zunächst wurden Postsendungen über Singapur weitergeleitet. Ab 1867 benutzt Labuan offiziell die Briefmarken der Straits Settlements. Die ersten eigenen Briefmarken wurden im Mai 1879 ausgegeben.
Die ersten Briefmarken von Labuan zeigen den Gepflogenheiten der damaligen Zeit entsprechend das Profil Queen Victorias. Ungewöhnlich war eine Beschriftung in arabischen und chinesischen Schriftzeichen neben der Bezeichnung LABUAN POSTAGE. Versorgungsengpässe bei der Nachlieferung führten in den 1880er Jahren zu einer Vielzahl von Aufdrucken. Die Originalmarken waren geprägt, aber die letzten Marken dieser Ausgabe wurden im April 1894 durch Lithographie hergestellt.
Ab Mai 1894 wurden die Ausgaben von Nordborneo in verschiedenen Farben gedruckt, wobei „Labuan“ entweder in die Vignette eingeprägt oder als Aufdruck ausgeführt wurde. Am 24. September 1896, zum 50. Jubiläum der Abtretung Labuans, wurde eine Sonderausgabe hergestellt, bei der die Nordborneoausgabe mit „1846 / JUBILEE / 1896“ überdruckt wurde. Weitere Aufdrucke sind aus den 1890er Jahren bekannt. 1899 wurden viele Markenwerte mit einem Aufschlag von vier Cents versehen.
Die letzte reine Labuan-Ausgabe mit einer Krone und der Inschrift „LABUAN COLONY“ erschien 1902. Nach der Eingliederung Labuans in die Straits Settlements im Jahr 1906 stellte Labuan die Ausgabe eigener Briefmarken ein. Die Verwendung der bereits gedruckten Briefmarken war für eine Übergangszeit noch erlaubt. Viele der verbliebenen Briefmarken wurden amtlich entwertet und an Sammler abgegeben. Diese Marken sind heute nicht mehr viel wert. Anders verhält es sich mit den originalen Briefmarken von Labuan, die zu erheblichen Preisen gehandelt werden.

## Verwaltungsgliederung
Das Bundesterritorium Labuan wird neben der Hauptstadt Bandar Labuan (früher Victoria) in 27 kampung oder kampong (malaiisch für Dorf, Siedlung) gegliedert, die teilweise aus mehreren Dörfern bestehen, und die von ernannten Ketua Kampung (Dorfvorsteher, englisch headman) geleitet werden. Die 28 Gebiete werden in fünf Sub-Zonen gruppiert, denen jeweils ein Pengerusi vorsteht.
| Nr. | Hauptstadt bzw. kampung          | Fläche km² | Bevölkerung Zensus 2010 | Bevölkerungs- dichte | Koordinaten                  | Sub- Zone |
| --- | -------------------------------- | ---------- | ----------------------- | -------------------- | ---------------------------- | --------- |
| 00  | Bandar Labuan (Hauptstadt)       | …          | 9.149                   | …                    | 5° 16′ 45″ N, 115° 14′ 29″ O | 1         |
| 01  | Bukit Kalam                      | …          | …                       | …                    | 5° 19′ 38″ N, 115° 12′ 37″ O | 2         |
| 02  | Durian Tunjung                   | …          | …                       | …                    | 5° 19′ 51″ N, 115° 13′ 44″ O | 5         |
| 03  | Tanjung Aru                      | …          | …                       | …                    | 5° 20′ 37″ N, 115° 14′ 36″ O | 5         |
| 04  | Pohon Batu                       | …          | …                       | …                    | 5° 22′ 2″ N, 115° 13′ 14″ O  | 4         |
| 05  | Batu Arang                       | …          | …                       | …                    | 5° 17′ 49″ N, 115° 14′ 39″ O | 1         |
| 06  | Patau-Patau 2                    | …          | …                       | …                    | 5° 16′ 58″ N, 115° 14′ 5″ O  | 2         |
| 07  | Belukut                          | …          | …                       | …                    | 5° 16′ 34″ N, 115° 11′ 4″ O  | 3         |
| 08  | Sungai Keling                    | …          | …                       | …                    | 5° 17′ 22″ N, 115° 13′ 39″ O | 2         |
| 09  | Sungai Bedaun / Sungai Sembilang | …          | …                       | …                    | 5° 17′ 56″ N, 115° 12′ 16″ O | 3         |
| 10  | Layang-Layangan                  | …          | …                       | …                    | 5° 20′ 10″ N, 115° 12′ 16″ O | 4         |
| 11  | Sungai Labu                      | …          | …                       | …                    | 5° 19′ 8″ N, 115° 11′ 39″ O  | 4         |
| 12  | Pantai                           | …          | …                       | …                    | 5° 19′ 15″ N, 115° 14′ 9″ O  | 1         |
| 13  | Gersik / Saguking / Jawa / Parit | …          | …                       | …                    | 5° 17′ 3″ N, 115° 14′ 43″ O  | 1         |
| 14  | Sungai Buton                     | …          | …                       | …                    | 5° 17′ 21″ N, 115° 11′ 55″ O | 3         |
| 15  | Kilan / Kilan Pulau Akar         | …          | …                       | …                    | 5° 19′ 38″ N, 115° 12′ 45″ O | 4         |
| 16  | Lajau                            | …          | …                       | …                    | 5° 20′ 45″ N, 115° 13′ 36″ O | 5         |
| 17  | Rancha-Rancha                    | …          | …                       | …                    | 5° 15′ 59″ N, 115° 13′ 41″ O | 2         |
| 18  | Nagalang / Kerupang              | …          | …                       | …                    | 5° 18′ 38″ N, 115° 15′ 7″ O  | 5         |
| 19  | Bebuloh                          | …          | …                       | …                    | 5° 16′ 51″ N, 115° 11′ 33″ O | 3         |
| 20  | Sungai Lada                      | …          | …                       | …                    | 5° 18′ 7″ N, 115° 11′ 18″ O  | 3         |
| 21  | Lubok Temiang                    | …          | …                       | …                    | 5° 22′ 17″ N, 115° 14′ 29″ O | 4         |
| 22  | Sungai Bangat                    | …          | …                       | …                    | 5° 17′ 59″ N, 115° 14′ 9″ O  | 2         |
| 23  | Sungai Miri / Pagar              | …          | …                       | …                    | 5° 17′ 20″ N, 115° 10′ 50″ O | 3         |
| 24  | Patau-Patau 1                    | …          | …                       | …                    | 5° 16′ 30″ N, 115° 14′ 8″ O  | 2         |
| 25  | Batu Manikar                     | …          | …                       | …                    | 5° 23′ 4″ N, 115° 14′ 12″ O  | 4         |
| 26  | Bukit Kuda                       | …          | …                       | …                    | 5° 20′ 26″ N, 115° 13′ 12″ O | 5         |
| 27  | Ganggarak / Merinding            | …          | …                       | …                    | 5° 21′ 22″ N, 115° 13′ 40″ O | 4         |
|     | Labuan                           | 91,64      | 83.920                  | 915,6                | 5° 19′ 13″ N, 115° 12′ 40″ O |           |

Für Wahlen wird Labuan in 15 electoral districts gegliedert. Davon entfallen zwei auf die Hauptstadt (Victoria Utara und Victoria Selatan).

## Infrastruktur

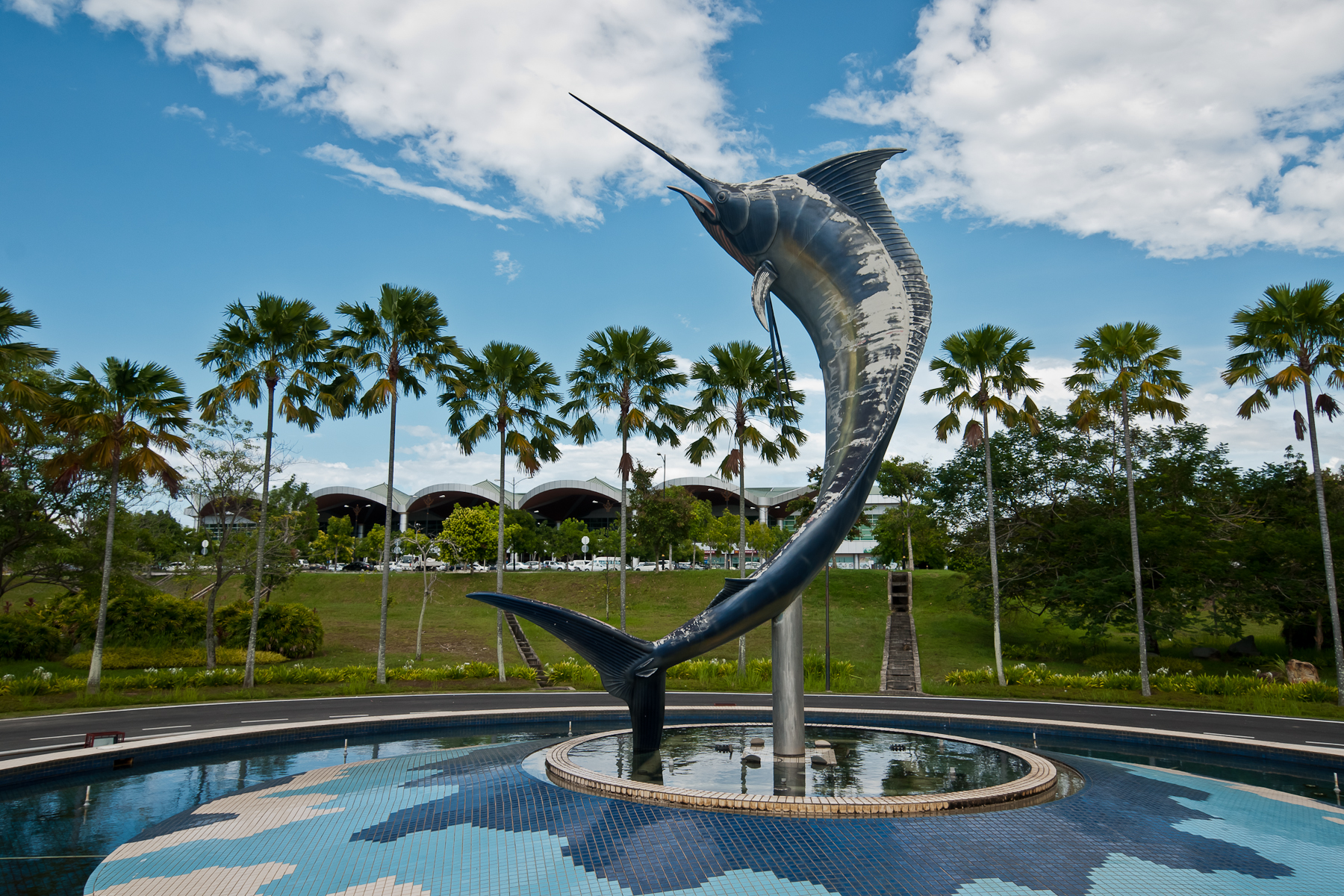
Kreisverkehr am Flughafen mit Brunnen

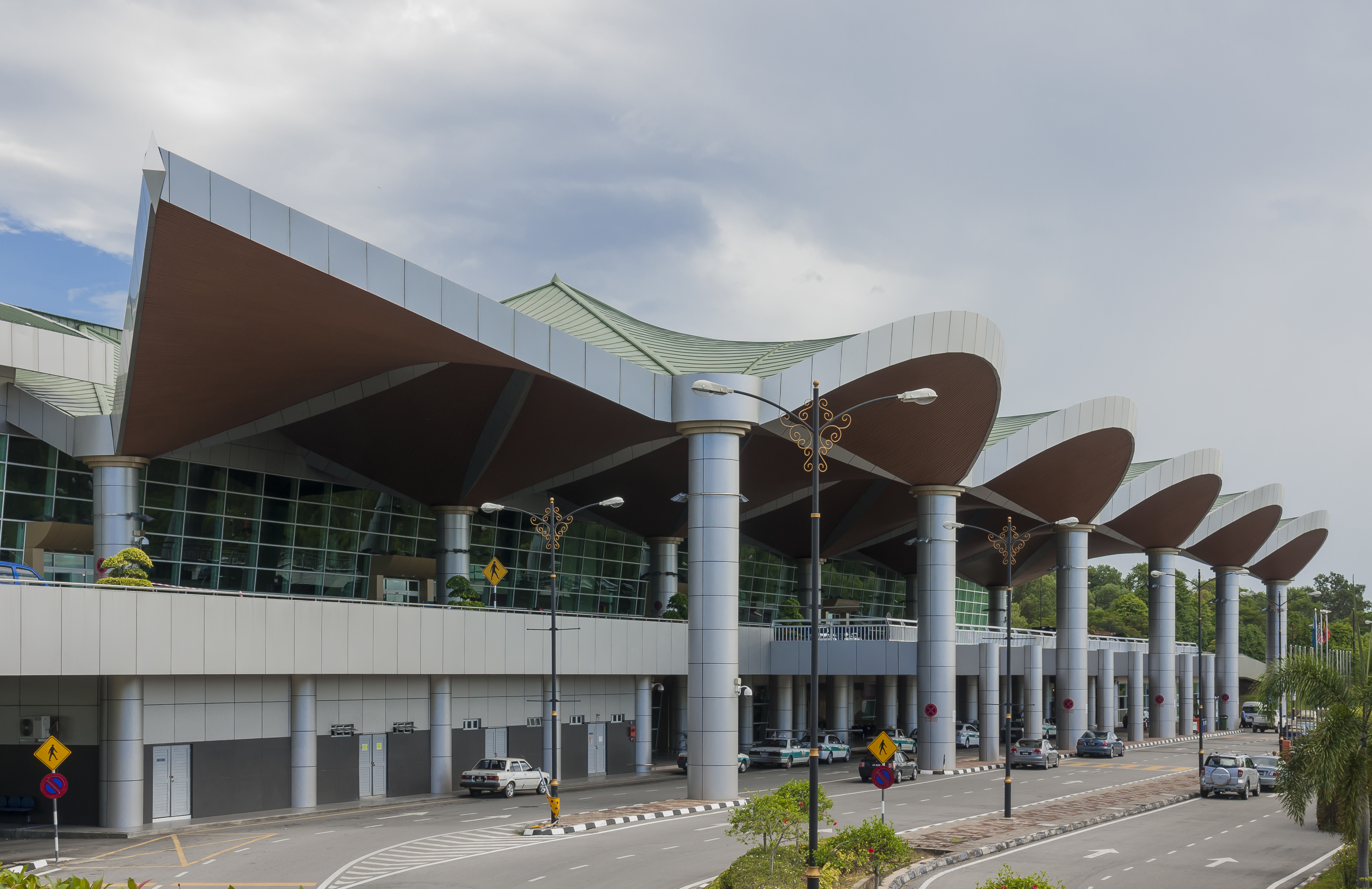
Labuan Airport

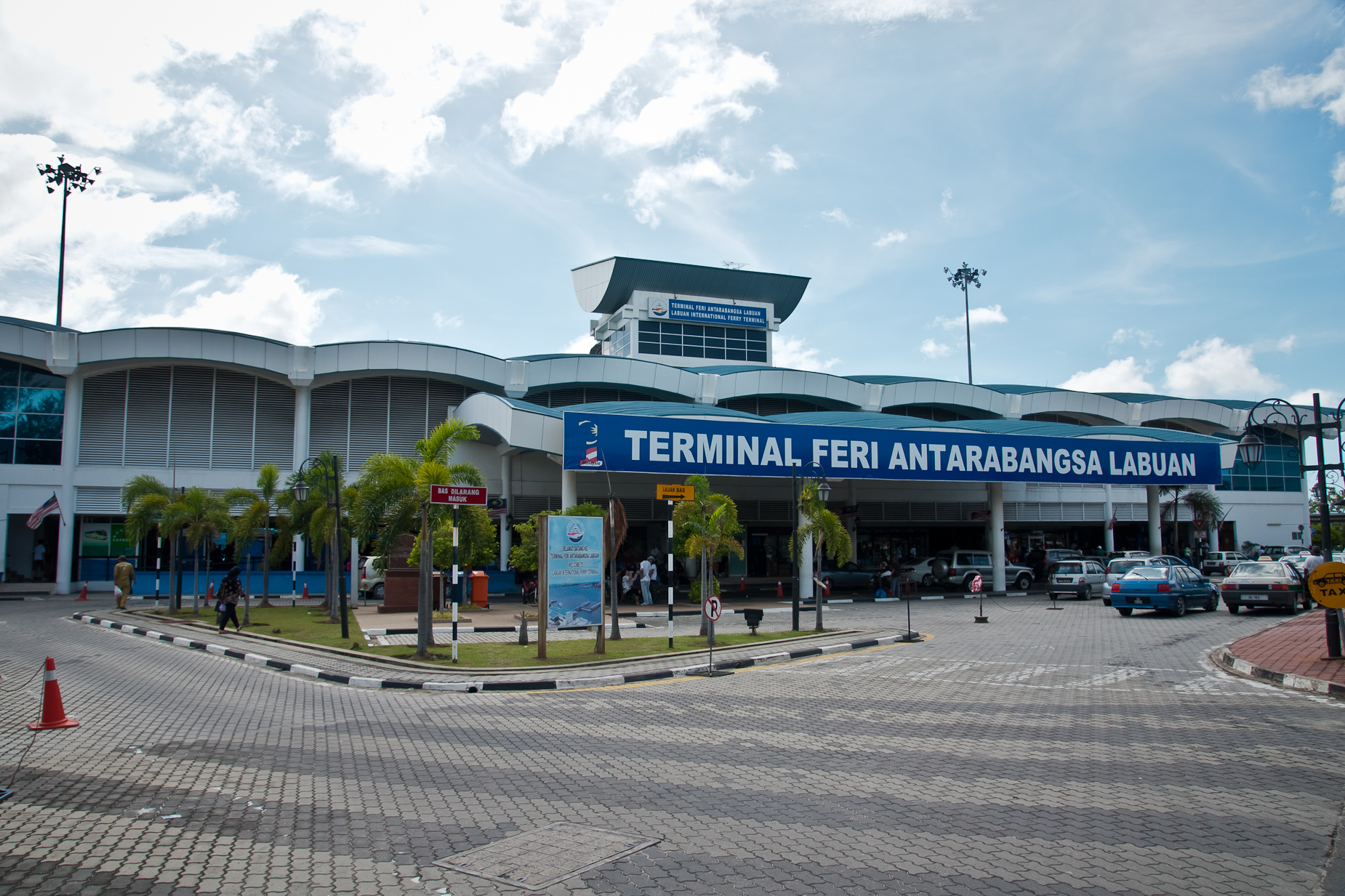
Das Fährterminal

### Hafen
Der Labuan Liberty Port ist ein Freihafen. Er wird von der Labuan Liberty Port Management Sdn Bhd betrieben. Der Hafen ist mit folgenden Anlegemöglichkeiten ausgestattet:
| Anlegestelle      | Länge (m) | Wassertiefe (m) | Schiffsgröße (DWT) |
| ----------------- | --------- | --------------- | ------------------ |
| New Liberty Wharf | 244,0     | 10              | 16.000             |
| Labuan Passenger  | 020,0     | -               | -                  |
| Terminal (Ponton) | 008,0     | -               | -                  |
| Victoria Wharf    | 083,6     | 04,6            | -                  |

| Anlegestelle            | Länge (m) | Wassertiefe (m) | Schiffsgröße (DWT) | Zweck       |
| ----------------------- | --------- | --------------- | ------------------ | ----------- |
| Shell Jetty             | 213       | 09,4            | 006.000            | Petroleum   |
| Iron Ore Jetty          | 220       | 18              | 150.000            | Eisenerz    |
| Methanol Jetty          | 650       | 13              | 035.000            | Methanol    |
| Asian Supply Base Jetty | 120       | 08              | 006.000            |             |
| Sabah Flour Mill Jetty  | –         | –               | –                  | Weizen/Mais |

### Fährschiffe
Labuan ist durch ein Fährterminal mit Brunei und Kota Kinabalu verbunden.

### Flugverkehr
Die Insel ist durch den Flughafen Labuan an den internationalen Luftverkehr angeschlossen.

## Wirtschaft

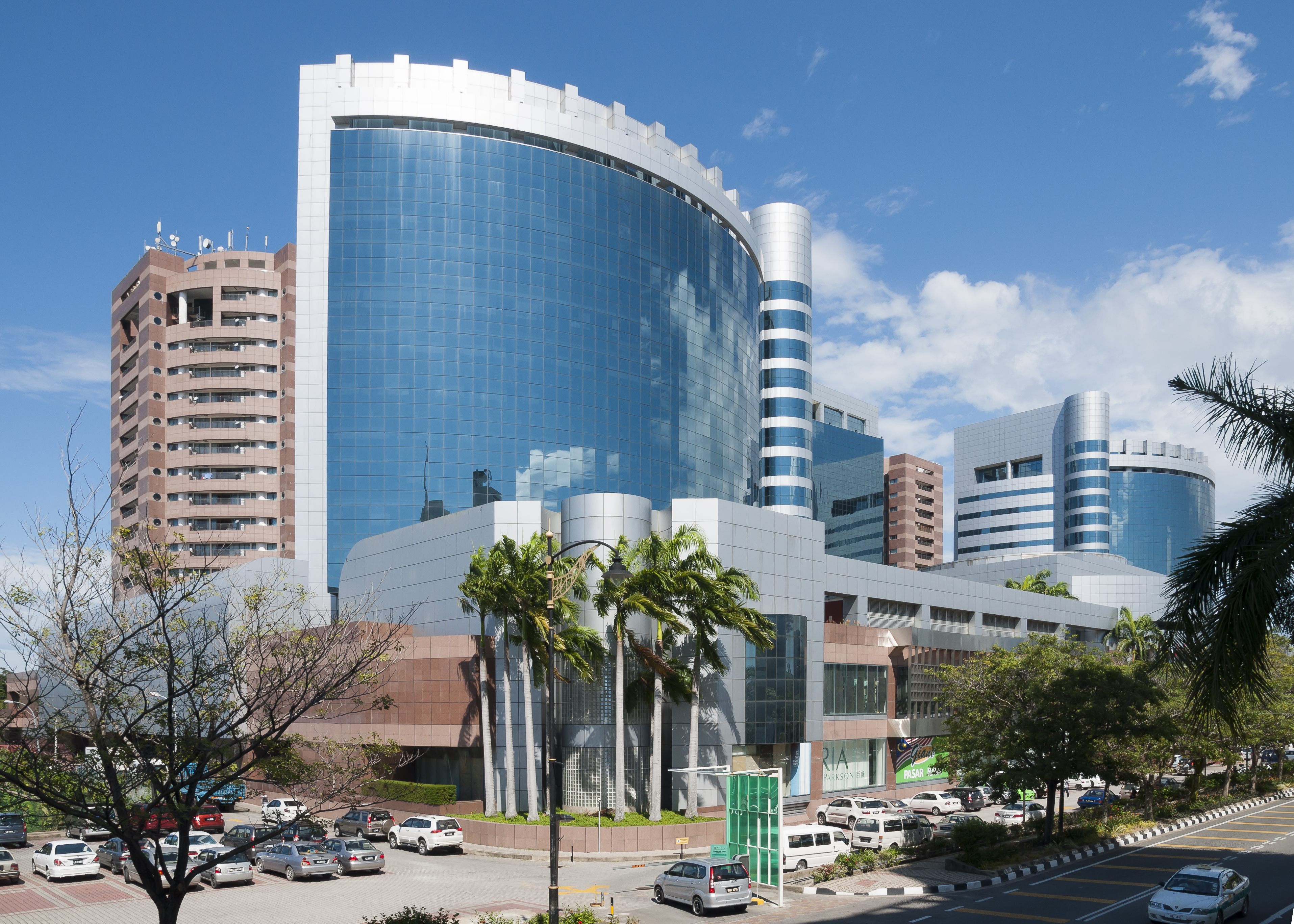
Labuan Financial Park

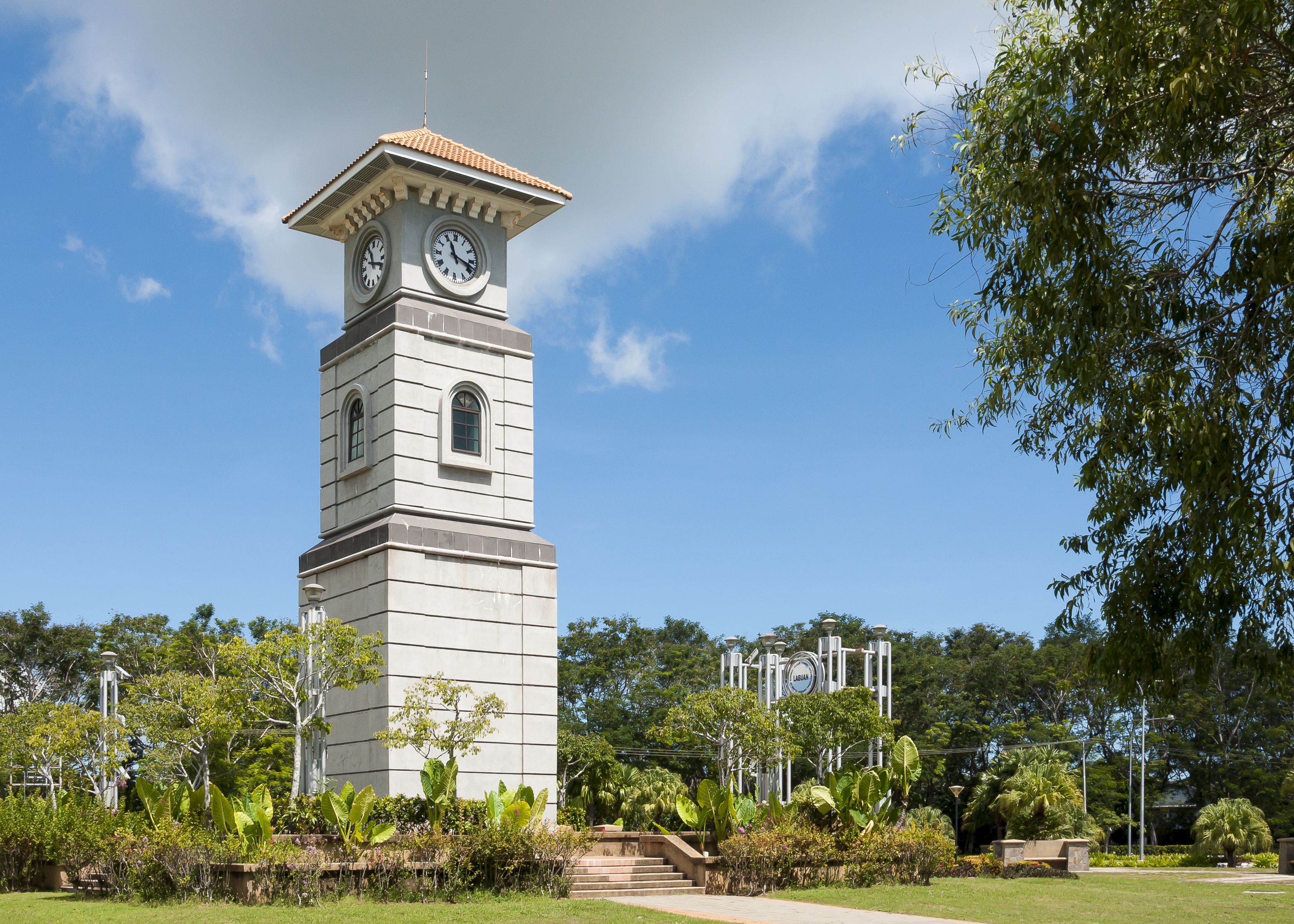
Uhrturm

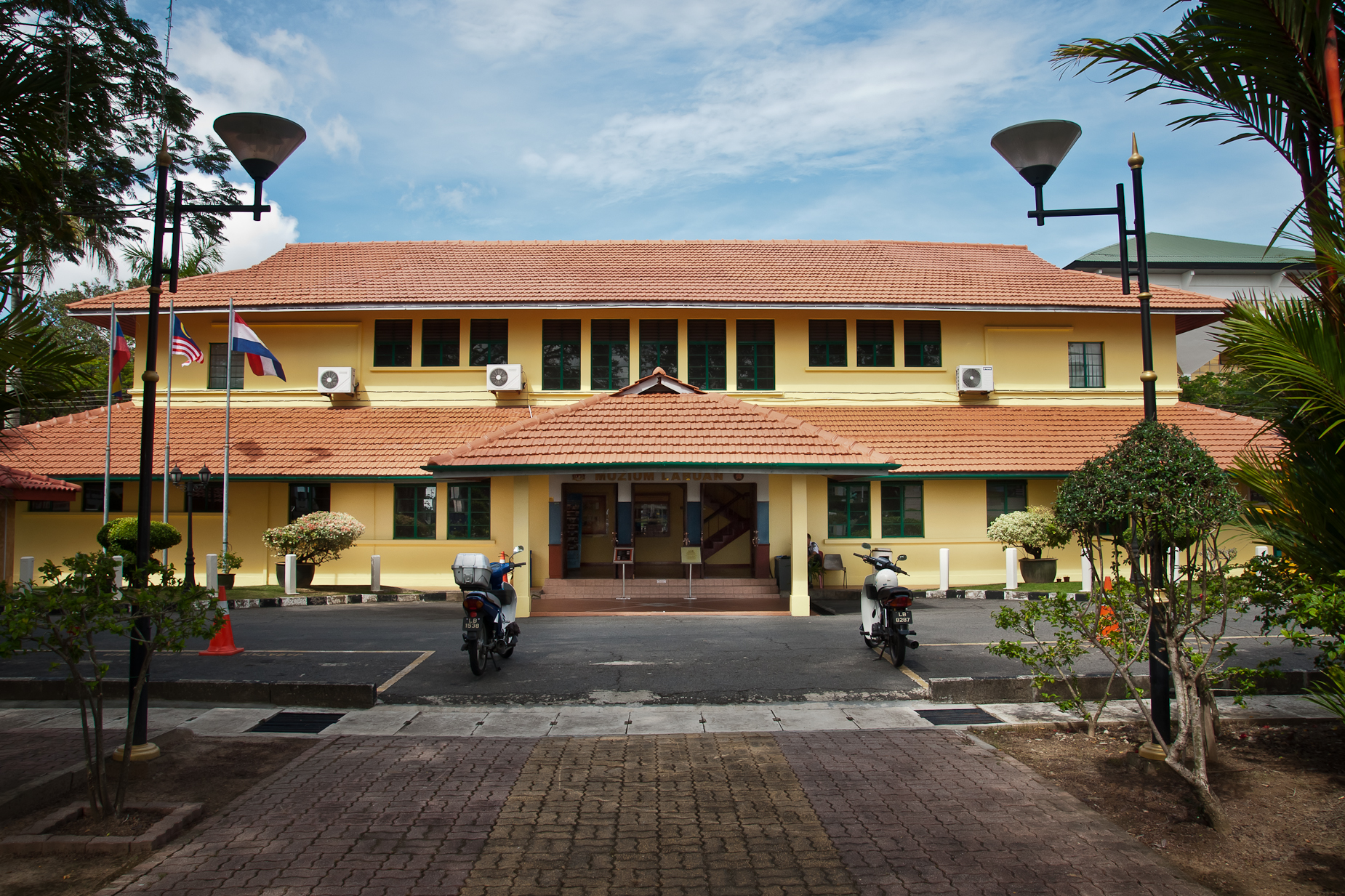
Ehemaliges District Office, heute Heimatmuseum

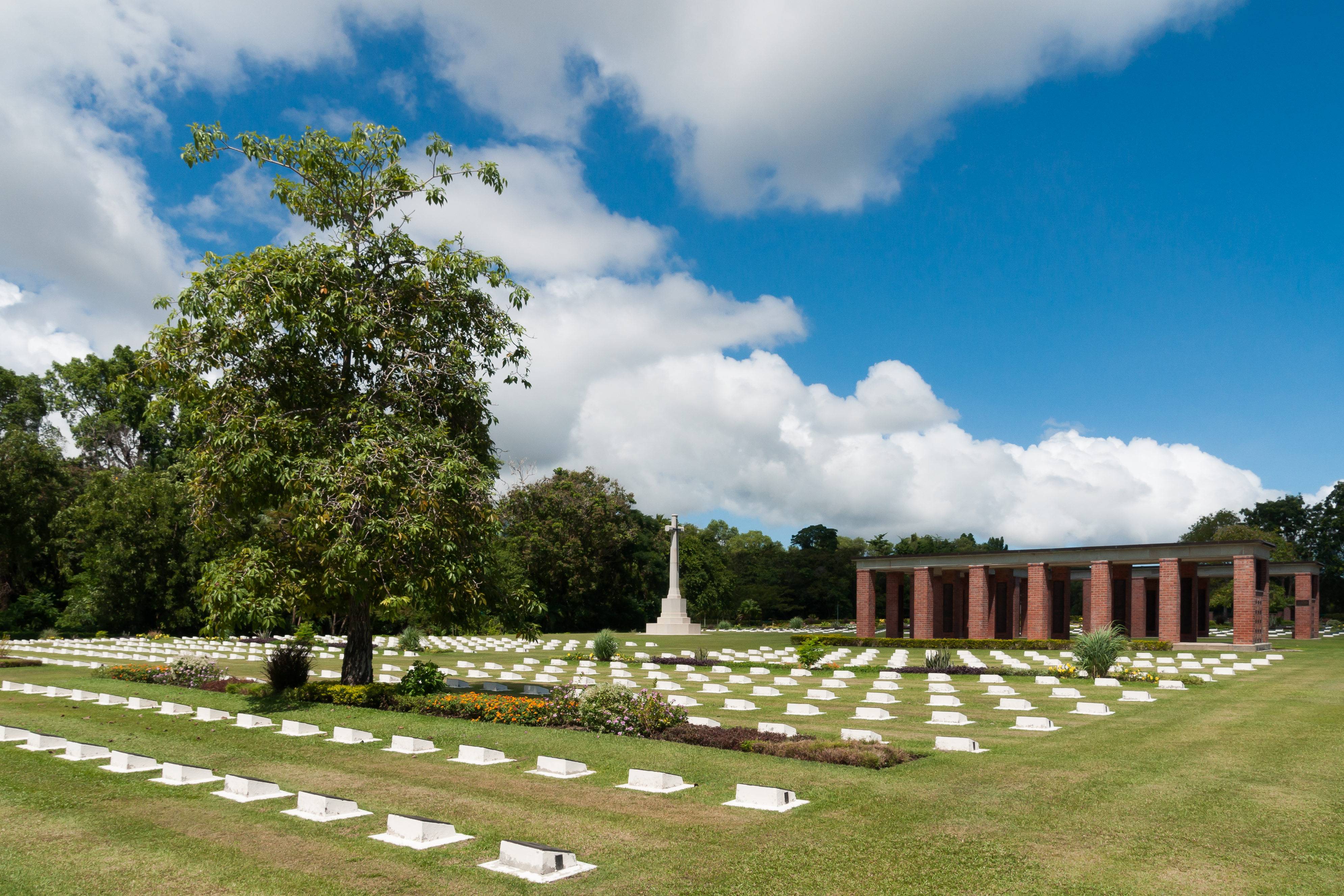
Kriegsgräberstätte Labuan

Labuan wurde am 1. Oktober 1990 zum Offshore-Finanzplatz erklärt. Durch gesetzliche Maßnahmen sowie durch die Schaffung der entsprechenden Infrastruktur wird seitdem versucht, das Bank- und Finanzwesen auf der Insel zu etablieren. Zur Regelung und Überwachung der Gesetze wurde die Labuan Offshore Financial Services Authority (LOFSA) errichtet, die nach ihren Statuten Interessenten auf eine untadelige Vorgeschichte und internationale Reputation sowie auf die notwendige Erfahrung und ernst gemeinte Absichten überprüft. Die zugelassenen Offshore Companies dürfen nur Geschäfte mit Ausländern abwickeln und nicht in der malaysischen Währung Ringgit. Sie dürfen auch keine Erdöl- und Erdgasgeschäfte bzw. Seetransportgeschäfte und Treuhandgeschäfte betreiben. Es gibt keine Umsatzsteuer und keine Ein- oder Ausfuhrgebühren. Offshore-Gesellschaften, die keinen Handel betreiben, zahlen keine Steuern. Handelsgesellschaften zahlen drei Prozent ihres Nettoeinkommens als Steuer.
Auf Labuan werden außerdem Kokos- und Sagopalmen sowie Reis angebaut und Kautschuk gewonnen.

## Sehenswürdigkeiten

### „Der Kamin“
Im Nordosten der Insel ragt ein gewaltiger, aus Ziegelsteinen gemauerter Kamin in die Höhe, der von den Einheimischen als punil bezeichnet wird. Wahrscheinlich wurde er in den frühen 1900er Jahren errichtet, als die Kohleförderung in Tanjung Kubong unter der Verwaltung der British North Borneo Chartered Company ihren Höhepunkt erreicht hatte. Der Kamin liegt inmitten des früheren Kohleabbaugebietes.
Es gibt mehrere Hypothesen über den Zweck des Kamins. Lange Zeit glaubte man, dass es sich um einen Teil der Belüftungsanlagen für die unterirdischen Kohleminen handle, aber neuere Ausgrabungen zeigten, dass unterhalb des Kamins keinerlei Stollen verliefen. Auch die Vermutung, dass der Kamin zu einer Feuerungsanlage gehörte, konnte widerlegt werden, da sich im Innern des rechteckigen Bauwerks keine Rußspuren fanden. Weitere Mutmaßungen waren die Verwendung als Leuchtfeuer für die vorbeifahrenden oder im früheren Hafen Raffles Anchorage ankernden Schiffe oder als Glockenturm, um ankommende Schiffe zu melden.
Der Kamin wurde 1997 umfangreich restauriert. Er ist heute Teil des zugehörigen Muzium Chimney, das einen Einblick in die Geschichte der Kohleförderung auf Labuan bietet.

### Surrender Pointund Friedenspark
Der bereits beschriebene Ort der Kapitulation der japanischen 37. Armee ist Teil des an der Westküste Labuans gelegenen Friedensparks. Der Park beherbergt mehrere Gedenksteine, die zum Frieden mahnen. Mittelpunkt des Parks bildet das Peace Monument, eine große, von einem angeschütteten Wall umgebene Mauer mit der Inschrift
„IN MEMORY OF ALL THOSE WHO SACRIFICED THEIR LIVES ON LAND AND AT SEA IN AND AROUND BORNEO DURING WORLD WAR II AND IN DEDICATION TO WORLD PEACE“.

### Labuan Museum und History Square
Die Geschichte von Labuan wird ausführlich im Labuan Muzium dargestellt. Vor dem in einem Haus kolonialen Stils untergebrachten Museum befindet sich der History Square mit verschiedenen Gedenksteinen.

### Kriegsgräberstätte Labuan
Die Kriegsgräberstätte Labuan ist der zentrale Friedhof für alle, die während des Zweiten Weltkriegs in Borneo im Kampf gefallen sind oder in Kriegsgefangenschaft starben. Der Friedhof beherbergt 3908 Gräber, von denen mehr als die Hälfte namenlos geblieben sind. Die identifizierten sterblichen Überreste von 1752 Menschen – fünf Seeleute, 1523 Soldaten, 220 Luftwaffenangehörigen und vier Zivilisten – repräsentieren 814 Briten, 858 Australier, einen Neuseeländer, 43 Inder und 36 Malaysier. Weiterer 34 indischer Soldaten, deren sterbliche Überreste verbrannt wurden, wird durch ein eigenes Denkmal im Friedhofsareal der Indischen Armee gedacht.
Auf dem Gelände der Kriegsgräberstätte befindet sich auch eine Gedenkstätte für die australischen Land- und Luftstreitkräfte sowie der lokalen Streitkräfte, die während der Befreiung Borneos oder als Kriegsgefangene in Borneo oder den Philippinen starben und von denen kein Grab bekannt ist. Auf den Gedenktafeln sind die Namen von 2207 australischen, einem britischen und drei neuseeländischen Soldaten der australischen Armee, 51 Luftwaffenangehörigen und 65 Kriegsteilnehmern der lokalen Streitkräfte von Nordborneo, Brunei und Sarawak verzeichnet. Einige dieser Gefallenen dürften in den namenlosen Gräbern der Kriegsgräberstätte Labuan bestattet sein.

### Uhrturm
Der Labuan Clock Tower ist eine genaue Replik des ursprünglichen Uhrturms von 1906, den der Geschäftsmann Chee Swee Cheng aus Malakka errichten ließ. Er ist einer der wenigen Bauwerke, die das Bombardement des Zweiten Weltkriegs überstanden haben. Die britische Verwaltung ließ den Uhrturm 1948 abreißen, baute ihn aber entgegen den ursprünglichen Absichten nicht wieder auf. Ein halbes Jahrhundert später wurde der Uhrturm von der Labuan Corporation unter Verwendung von Geldmitteln des malaysischen Ministeriums für Tourismus wieder aufgebaut.

### Labuan Marine Park
Zwei Kilometer südlich von Labuan Island liegt der Labuan Marine Park. Zu dem 10 km² große Gebiete gehören die drei Inseln Pulau Kuraman, Pulau Rusukan Kecil und Pulau Rusukan Besar mit ihren ausgedehnten Stränden, Mangrovenwäldern, Dschungelgebieten und Korallenriffen. Das Meeresgebiet ist ein Schnorchel- und Tauchparadies und wichtigste Werbeikone des Tourismus auf Labuan.

### Schiffswracks
Das Meer vor Labuan ist bekannt durch seine Schiffswracks, darunter das Cement Wreck, das zu den farbenprächtigsten und photogensten Schiffswracks der Welt zählt.
| Name                                | Typ                           | Nationalität | Größe                        | Baujahr |
| ----------------------------------- | ----------------------------- | ------------ | ---------------------------- | ------- |
| SS De Klerk (The Australian Wreck)  | Frachtschiff/Passagierdampfer | Australien   | L 85 m, B 12 m, Tiefgang 6 m | 1900    |
| Mabini Padre (The Blue Water Wreck) | Trawler                       |              | L 80 m, B 12 m, Tiefgang 6 m | -       |
| MV Tung Hwunag (The Cement Wreck)   | Frachter                      |              | L 92 m, B 15 m, Tiefgang 7 m | -       |
| USS Salute (The American Wreck)     | US Navy Minensuchboot         | USA          | L 61 m, B 11 m, Tiefgang 3 m | 1943    |

### Pfahlbautenkolonie
Die Pfahlbautenkolonie Patau Patau 2 wurde in den 1930er Jahren von Kedayan, einer indigenen Gruppe aus Brunei, errichtet. Die kampung air (malaiisch für Wassersiedlung) fiel im Zweiten Weltkrieg einem Bombenangriff der Japaner zum Opfer, wurde aber nach Einstellung der Kampfhandlungen wieder vollständig aufgebaut. Die Architektur und das Konzept der Pfahlbautenkolonie spiegelt bis heute die Kultur der bruneiischen Kedayans wider.